# Un uomo chiamato Cavallo
Un uomo chiamato Cavallo (A Man Called Horse) è un film del 1970 diretto da Elliot Silverstein. Buona parte dei dialoghi sono in lingua originale sioux.

## Trama
John Morgan, aristocratico inglese a caccia nel West con tre uomini, viene attaccato dagli indiani Sioux della tribù Mano Gialla. I tre uomini vengono uccisi ed egli viene fatto prigioniero; portato all'accampamento della tribù viene affidato alla madre del capo come cavallo da soma. Deriso e sfruttato per i lavori pesanti, tenta di fuggire ma viene sempre ripreso. Nel villaggio trova l'aiuto e l'amicizia di Batise, figlio d'un francese e di un'indiana, anch'egli fatto prigioniero anni prima, che si finge pazzo, sapendo che i pazzi sono rispettati dagli indiani senza avere l'obbligo di cacciare o lavorare per la tribù. Grazie a Batise, che si presta a fare da interprete, Shunka Wakan (nome che significa "cavallo" nella lingua della tribù) comincia a capire la loro cultura e ad apprendere qualche parola della lingua indigena.
Ottenuta progressivamente sempre più fiducia, si getta su due indiani nemici della tribù Shoshone e li uccide prendendone gli scalpi e i cavalli. Intende quindi sposare Tortora Bianca, sorella di Mano Gialla, ma per essere accettato deve prima affrontare la prova del dolore, che supera, potendo così sposare la donna e avere da lei un figlio. Il villaggio viene poi attaccato dagli Shoshone, che vogliono impossessarsi dei cavalli e delle donne. La resistenza è strenua e, grazie alla tattica di Shunka Wakan, gli attaccanti sono sbaragliati e messi in fuga, ma non prima d'avere ucciso molti guerrieri e donne, tra i quali anche Mano Gialla, Batise e Tortora Bianca. John, col cuore infranto, dà l'ultimo saluto alla moglie e, con una scorta indiana, parte dal campo per tornare in Inghilterra.

## Sequel
- La vendetta dell'uomo chiamato Cavallo (The Return of a Man Called Horse), regia di Irvin Kershner (1976)
- Shunka Wakan - Il trionfo di un uomo chiamato Cavallo (Triumphs of a Man Called Horse), regia di John Hough (1983)